# Henk Kummeling
Hendrikus Rutgerus Bernardus Maria (Henk) Kummeling (Pannerden, 10 januari 1961) is een Nederlands hoogleraar en staatsrechtgeleerde. 
Kummeling studeerde rechten aan de Katholieke Universiteit Nijmegen, aan welke universiteit hij in 1988 bij Constantijn Kortmann promoveerde op het proefschrift Advisering in het publiekrecht: een rechtsvergelijkende studie. Hij was achtereenvolgens wetenschappelijk medewerker aan zijn alma mater en universitair hoofddocent aan de Universiteit Utrecht. Hier werd hij in 1995 benoemd tot hoogleraar staatsrecht en vergelijkend staatsrecht. Vanaf 1 september 1994 tot 1 januari 1997 was hij tevens in deeltijd hoogleraar staats- en bestuursrecht aan de Katholieke Universiteit Brabant (Tilburg University). Sinds 2013 vervult hij een buitengewoon hoogleraarschap aan de University of the Western Cape in Kaapstad, Zuid-Afrika. In 2015 benoemde de Universiteit Utrecht hem tot universiteitshoogleraar Vergelijkend constitutioneel recht. 
Van 2008 tot 2014 was Kummeling decaan van de Utrechtse faculteit Recht, Economie, Bestuur en Organisatie. Op 1 juni 2018 volgde hij Bert van der Zwaan op als rector magnificus van de Universiteit Utrecht.
Daarnaast was hij van 2005 tot en met 2016 voorzitter van de Kiesraad. 
Kummeling werd eind 2022 benoemd als voorzitter van de Staatscommissie Rechtsstaat, die is opgericht om de Nederlandse rechtsstaat te onderzoeken en met verbeterpunten te komen.
Hij is (mede)auteur van diverse boeken, waaronder Het Nederlandse parlement (2024), De Universiteit in Transitie (2023), Beginselen van de democratische rechtsstaat (2022), Instituten van de staat (2020) en Het Nederlandse kiesrecht (2012).
Op 4 juli 2023 heeft Kummeling aangekondigd met ingang van 26 maart 2025 afscheid te zullen nemen als rector magnificus van de Universiteit Utrecht (UU).